# Stornia
Stornia, flądra (Platichthys flesus) – gatunek ryby flądrokształtnej z rodziny flądrowatych (Pleuronectidae). 

## Zasięg występowania
Europejskie wybrzeża Oceanu Atlantyckiego, Morze Śródziemne, Bałtyckie (do środkowej części Zatoki Botnickiej), Czarne i Białe. Introdukowana przypadkowo (prawdopodobnie zawleczona w wodach balastowych statków) na terenie Stanów Zjednoczonych i Kanady.
Żyje na głębokościach do 100 m. Wpływa do wód słonawych. Często wędruje w górę rzek.

## Budowa
Charakteryzuje się niesymetrycznym ciałem, z oczami przesuniętymi na górną stronę ciała. Osiąga przeciętnie ok. 50 cm, maksymalnie 60 cm długości. Ciało wydłużone, wysokość mniejsza od połowy długości. Płetwy grzbietowa i ogonowa okalają ciało. Płetwa ogonowa dość wąska. Mały otwór gębowy. Łuski drobne, część z nich przekształcona w szorstkie, kostne płytki, szczególnie ostre wzdłuż linii nabocznej oraz u podstawy płetw nieparzystych (bardzo ważna cecha odróżniająca flądrę od innych płastug).
Górna strona ciała zmienna, od zielonkawo- lub żółtawoszarego po brunatne z nierównomiernie rozłożonymi czerwonymi cętkami. Czasami występują bladopomarańczowe plamy zachodzące na płetwy. Spodnia strona  biała z żółtawymi plamami. Ok. 70% osobników leży na lewej stronie – u nich oczy, skierowane ku górze, znajdują się po prawej stronie ciała. U pozostałych 30% osobników występuje sytuacja odwrotna.

## Odżywianie
Prowadzi przydenny tryb życia. Młode żywią się planktonem i larwami owadów, dorosłe pierścienicami, mięczakami, skorupiakami i małymi rybami. 

## Rozród
Dojrzałość płciową osiąga w trzecim roku życia. Przed tarłem odbywa wędrówki w stronę otwartego morza. Trze się w wodzie o dużym zasoleniu i o temperaturze 3–7 stopni C na głębokości 30–300 metrów. W południowym Bałtyku tarło odbywa się od marca do maja, w Rynnie Słupskiej oraz na głębiach Gdańskiej, Bornholmskiej i Arkony. Samica składa od 100 000 do 2 000 000 ziaren ikry. Wylęg po 5–11 dniach. Larwy tuż po wykluciu mają 2–3 mm długości. Gdy osiągną 7 mm zaczynają przeistaczać się w postać asymetryczną. Gdy osiągną 1 cm oko znajduje się na środku głowy. Kilkumilimetrowe larwy płyną do brzegów, gdzie przebywają na średnich głębokościach do zimy. W tym czasie dochodzi do dalszych zmian pokroju ciała. W południowym Bałtyku flądra w wieku 8 lat ma średnio 35 cm długości i waży 600 g. Żyje 8–9 lat.

## Podgatunki
W obrębie gatunku Platichthys flesus wyróżniane są następujące podgatunki:
- Platichthys flesus flesus (Linnaeus, 1758) – podgatunek nominatywny
- Platichthys flesus bogdanovii (Sandeberg, 1878) – stornia białomorska[3]
- Platichthys flesus italicus (Günther, 1862) – stornia śródziemnomorska[3]
- Platichthys flesus luscus (Pallas, 1814) – stornia czarnomorska[3]
- Platichthys flesus septentrionalis (Berg, 1949) – stornia północna[3]
- Platichthys flesus trachurus (Duncker, 1892) – stornia bałtycka[3]

## Znaczenie gospodarcze i odżywcze

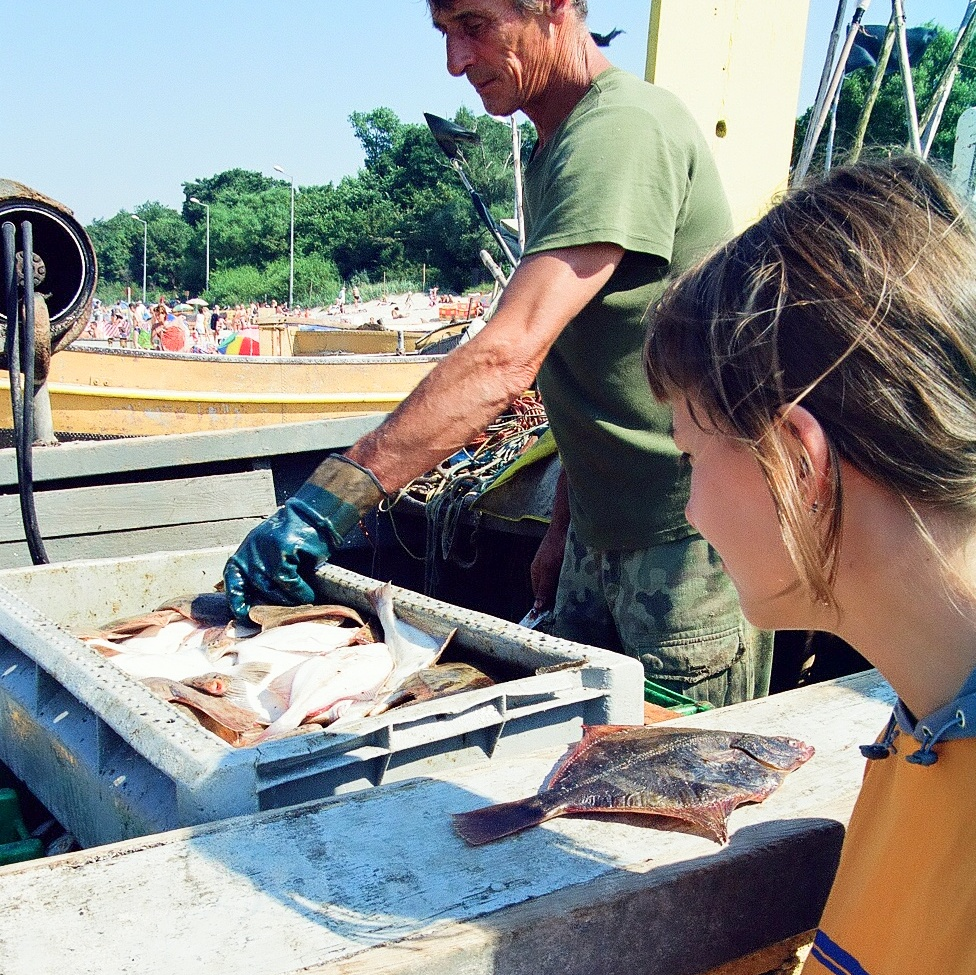
Sprzedawana przez rybaków bezpośrednio po połowie (Niechorze)

Ceniona w rybołówstwie i wędkarstwie. Spotykana w akwariach morskich, publicznych.